# Zhubei
Zhubei, auch Jhubei oder Chupei (chinesisch 竹北市, Pinyin Zhúběi Shì, Tongyong Pinyin Jhúběi Shìh, W.-G. Chu-pei Shih, Pe̍h-ōe-jī Tek-pak-chhī), ist eine Stadt im Nordwesten der Republik China auf Taiwan. Sie ist Hauptstadt des Landkreises Hsinchu und mit 218.941 Einwohnern (September 2024) dessen größte Stadt. Zhubei ist stark durch die Stadtplanung gekennzeichnet und ist ein neu entstandenes Ballungszentrum zwischen Hsinchu im Süden und Taoyuan im Norden. Durch den direkten Anschluss an die neue Bahnstation der Taiwan High Speed Rail und sehr moderne (Wohn-)Infrastruktur ist es als Wohngebiet für wohlhabendere Angestellte aus dem Hsinchu Science Park beliebt und auch als Wohngebiet für Pendler nach Taipeh und Taichung attraktiv. Entsprechend wächst die Einwohnerzahl stetig (2003: 100.000; 2013: 156.000; 2024: 219.000).

## Lage
Zhubei liegt nördlich der kreisfreien Stadt Hsinchu, was sich auch im Namen der Stadt niederschlägt, der sich aus 竹,  zhú – „Bambus“ als zweiter Silbe von Hsinchu (新竹,  Xīnzhú) und 北,  běi – „Norden“ zusammensetzt. Das in der Mündungsebene der Flüsse Fengshan und Touqian gelegene Stadtgebiet reicht von der Formosastraße im Westen etwa 15 km ins Landesinnere und steigt dabei leicht an. Die Nord-Süd-Ausdehnung beträgt gut 4 km.
Die Stadt verfügt über einen Anschluss an die Autobahn Nationalstraße 1, die wichtigste Nord-Süd-Verkehrsachse Taiwans, sowie über einen Bahnhof der Taiwanischen Eisenbahn TRA. Darüber hinaus befindet sich der Bahnhof Hsinchu der Taiwan High Speed Rail im Osten des Stadtgebiets von Zhubei.